# Чудцы (посёлок при железнодорожной станции)
Чудцы — посёлок при станции в Самойловском сельском поселении Бокситогорского района Ленинградской области.

## Название
Происходит от слова «чудь» — летописного названия ряда племён прибалтийско-финской группы.

## История
ЧУДЦЫ — железнодорожная станция СПб-Вологодской ж.д., число дворов — нет, число домов — 7, число жителей: 18 м. п., 5 ж. п.; Занятия жителей: ж.д. служба. Озеро Вельское. Смежна с почтовой станцией Чудцы.
 
ЧУДЦЫ — почтовая станция В. Кириллова, число дворов — 1, число домов — 3, число жителей: 9 м. п., 10 ж. п.; Занятия жителей: торговля. СПб-Вологодской ж.д. и Тихвинско-Устюженский почтовый тракт. Колодец. Почтовое отделение, конная станция, ссудо-сборная касса Государственного банка, мелочная лавка, чайная. (1910 год)

Станция административно относилась к Обринской волости 5-го земского участка 3-го стана Тихвинского уезда Новгородской губернии.

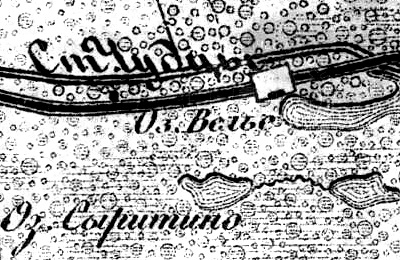
Станция Чудцы на карте 1917 года

С 1917 по 1918 год посёлок при станции Чудцы входил в состав Обринской волости Тихвинского уезда Новгородской губернии.
С 1918 года, в составе Череповецкой губернии.
С 1924 года, в составе Пикалёвской волости.
С 1927 года, в составе Самойловского сельсовета Пикалёвского района.
С 1932 года, в составе Ефимовского района.
С 1952 года, в составе Бокситогорского района.
С 1954 года, в составе Анисимовского сельсовета.
С 1963 года, вновь в составе Ефимовского района.
С 1965 года вновь в составе Бокситогорского района. В 1965 году население посёлка составляло 422 человека.
По данным 1966, 1973 и 1990 годов посёлок при станции Чудцы также входил в состав Самойловского сельсовета.
В 1997 году в посёлке при станции Чудцы Самойловской волости проживали 59 человек, в 2002 году — 40 (все русские).
В 2007 году в посёлке при станции Чудцы Самойловского СП проживали 36 человек, в 2010 году — 31.

## География
Посёлок расположен в центральной части района на автодороге 41К-191 (Самойлово — Велье).
Расстояние до административного центра поселения — 6 км.
В посёлке находится железнодорожная платформа Чудцы на линии Волховстрой I — Вологда.
Посёлок находится на северном берегу озера Велье.

## Демография
| 1997 | 2002 | 2007 | 2010 | 2017 |
| ---- | ---- | ---- | ---- | ---- |
| 59   | ↘40  | ↘36  | ↘31  | ↗40  |